# Flórián-kapu (Krakkó)
A Flórián-kapu (más néven: Szent Flórián kapuja, lengyelül: Brama Floriańska) toronnyal védett középkori kapu Krakkó Óvárosában, mely a Floriańska utca (Ulica Floriańska) és a Pijarska utca (Ulica Pijarska) találkozásnál áll. A kapu nyolc másikkal (Sławkowska, Grodzka, Wiślna, Mikołajska, Rześnicza, Szewska, Nowa és Poboczna) együtt védte a várost.

## Leírás
A torony a csúcsán lévő sisakgombig mérve 34,5 méter magas. Barokk koronája 1660-ban készült.
A torony Planty felőli, külső oldalánál, a bejárat felett kődombormű látható, mely a Piast-sast ábrázolja. A domborművet Zygmunt Langman készítette Jan Matejko tervei alapján. Ezen a részen máig megmaradtak a kapurácsot tartó elemek és a kocsikerékvetők. A torony város felőli, belső oldalát a 18. századból származó, Szent Flóriánt ábrázoló színes relief díszíti.
A torony belsejében klasszicista stílusú, a 19. század elején készült oltár áll, melynek dísze a Piaskowai Madonna freskó másolataként készült késő barokk festmény.
A kapu napjainkban turisztikai látványosság.

## Története
Krakkót a 13-14. századtól várfal vette körül. A Flórián-kaput először egy 1307-ből származó írás említi. A kapun át vezető út része volt a Királyi útnak, mely a Szent Flórián-templomtól a Wawelig vezetett.
A kapu mellett épült 1565-1566 között a Városi Arzenál, a fegyverraktár. A városi istállók is itt helyezkedtek el a 16. században. 1694-ben a torony alapos felújításon esett át.
A 19. század elején a Krakkót megszálló osztrák hatóságok nagyarányú átalakításba kezdtek a városban, hogy az erődítményeket átalakítsák, meggyengítsék. Ekkoriban határozták el a városfalak lebontását a tornyokkal együtt. Feliks Radwański krakkói építészprofesszor írta ekkoriban a védelmükben: „Ezek az építmények védelmet nyújtanak a Kleparz felől fújó szelek ellen, amelyek bűzt hoznak és illetlenül megemelik az anyák és feleségek szoknyáját.” A falak egy része ennek köszönhetően megmenekült, így többek között a Barbakán és a Flórián-kapu is.
1882-ben újból meg kellett menteni a bontástól a kaput. Władisław Czartoryski herceg lépett fel a bontás ellen azzal, hogy a Czartoryski család kápolnáját rendezi be a toronyban. Czartoryski nem sokkal előbb a torony mellett rendezte be a Czartoryski Múzeumot. A városi tanács azzal a feltétellel járult hozzá ehhez, hogy a tornyot egyúttal a 18. századi formájára kell visszaállítani. Az elkészült kápolnát Albin Dunajewski bíboros szentelte fel 1889-ben.
A 20. század legelején ismét elhatározták a kapu bontását, mert egy tervezett villamos vonal útjában állt. Végül úgy döntöttek, hogy a kapu járatát kimélyítik, és így már el tudott futni alatta a villamos.

## Galéria

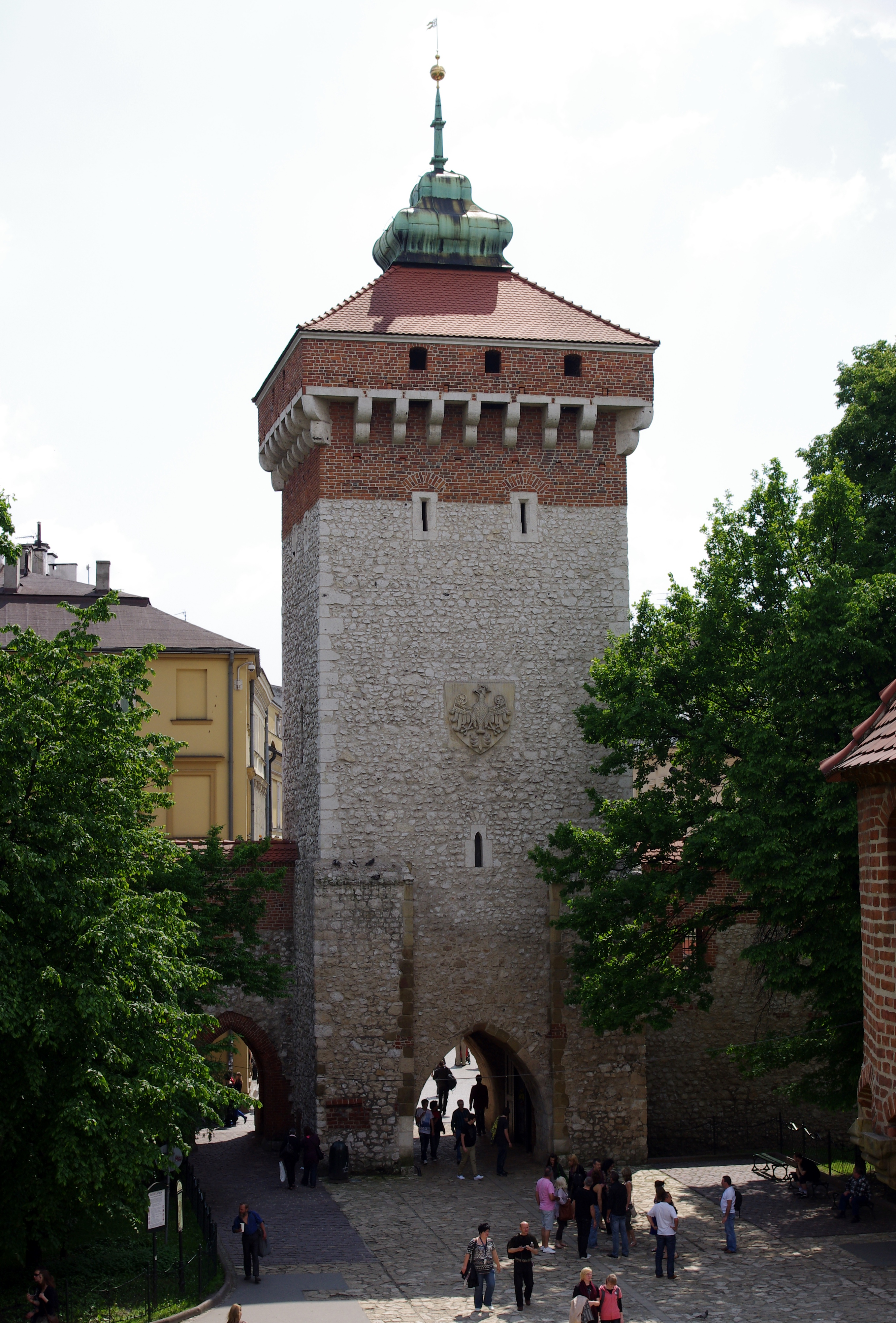
A torony a Barbakán felől
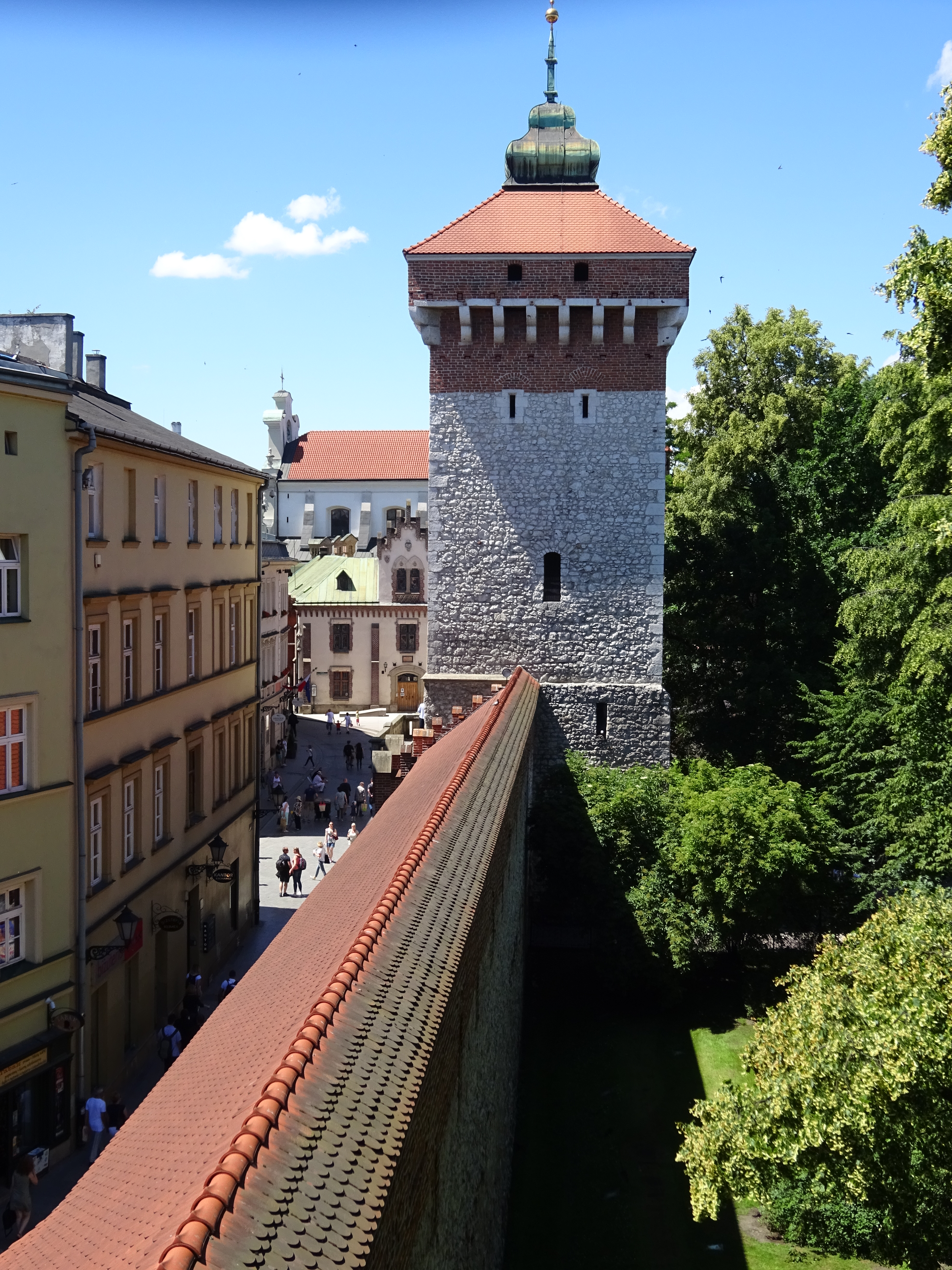
A torony és a várfal
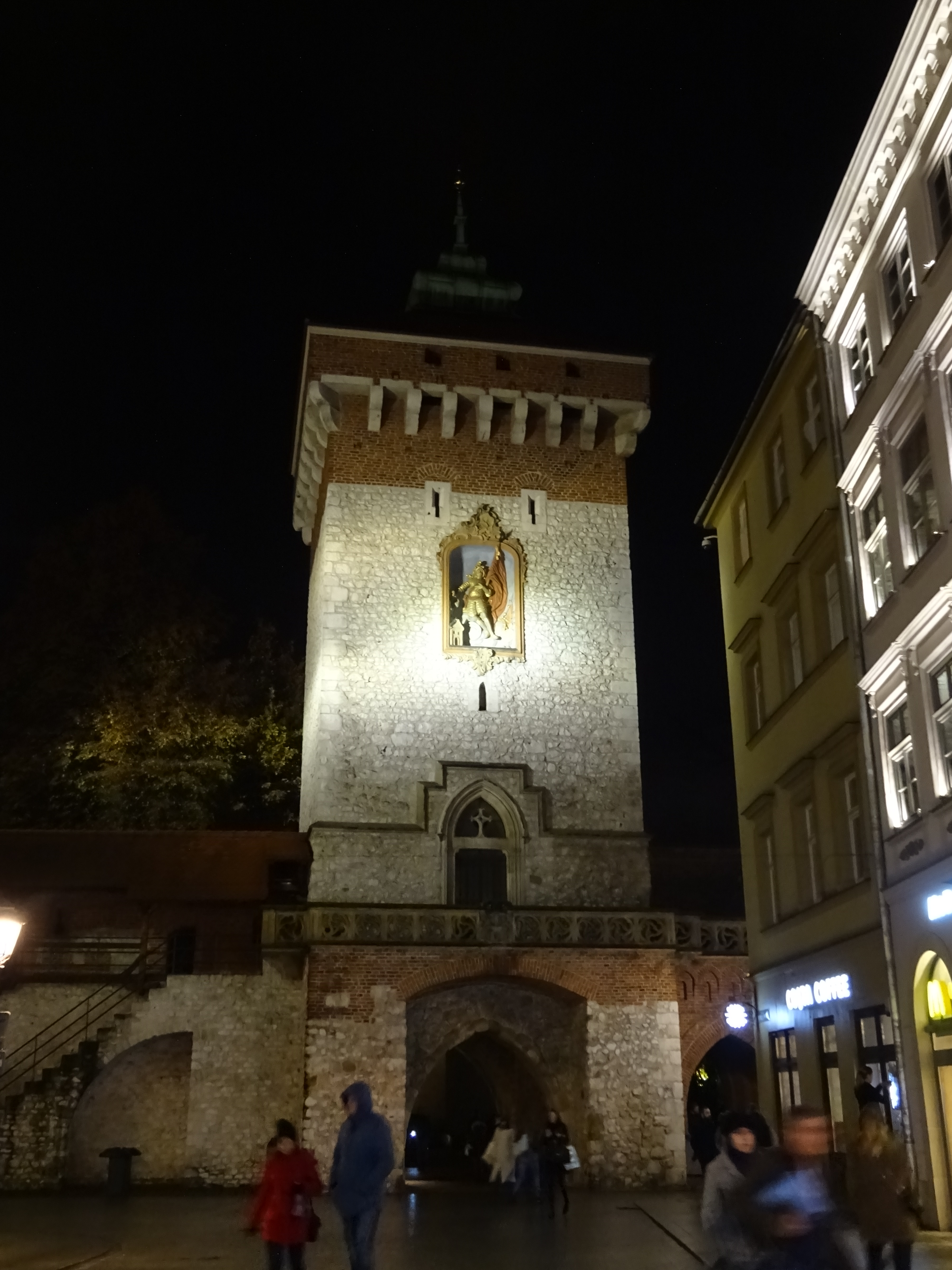
Éjszaki világítás
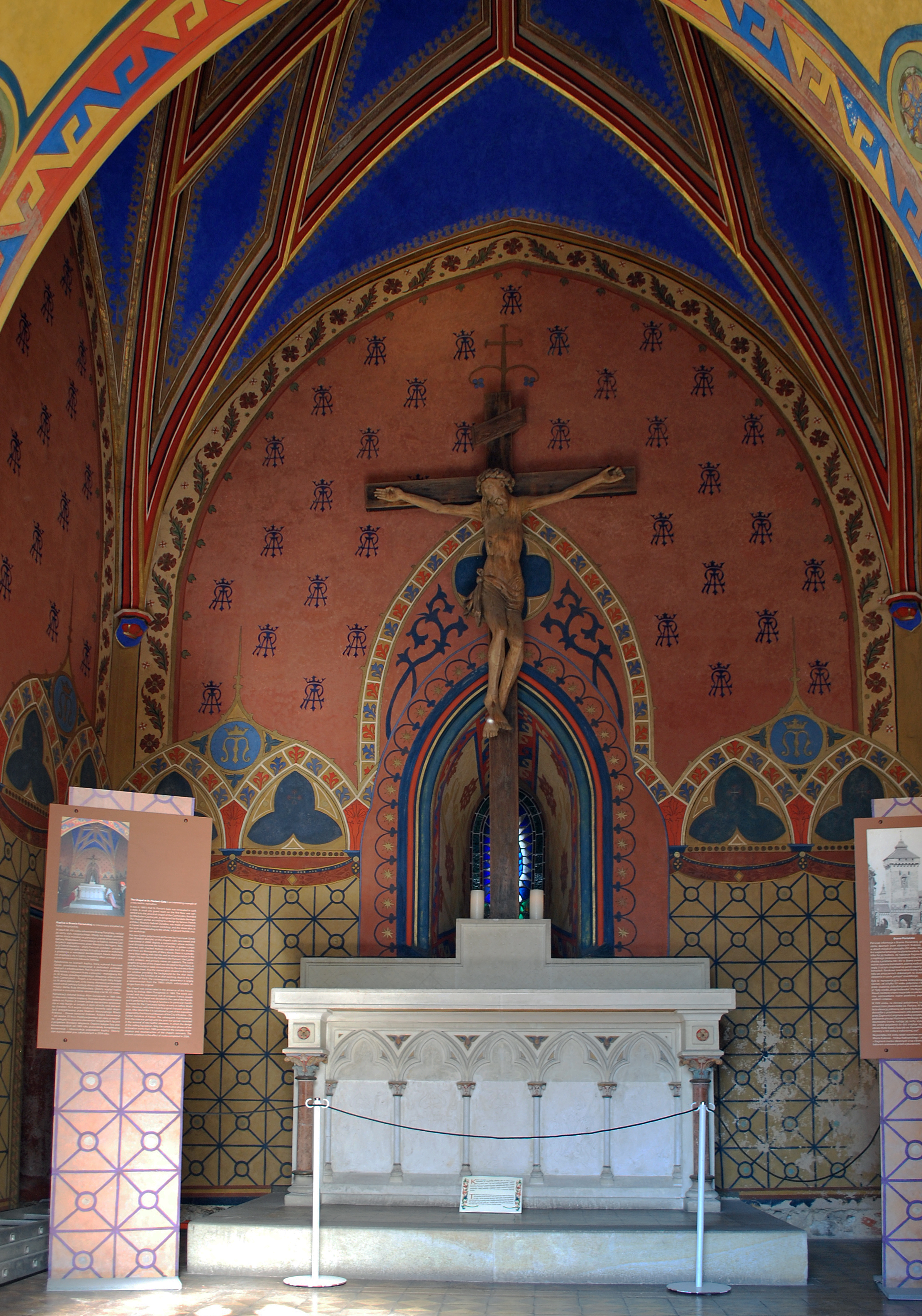
Czartoryski- kápolna
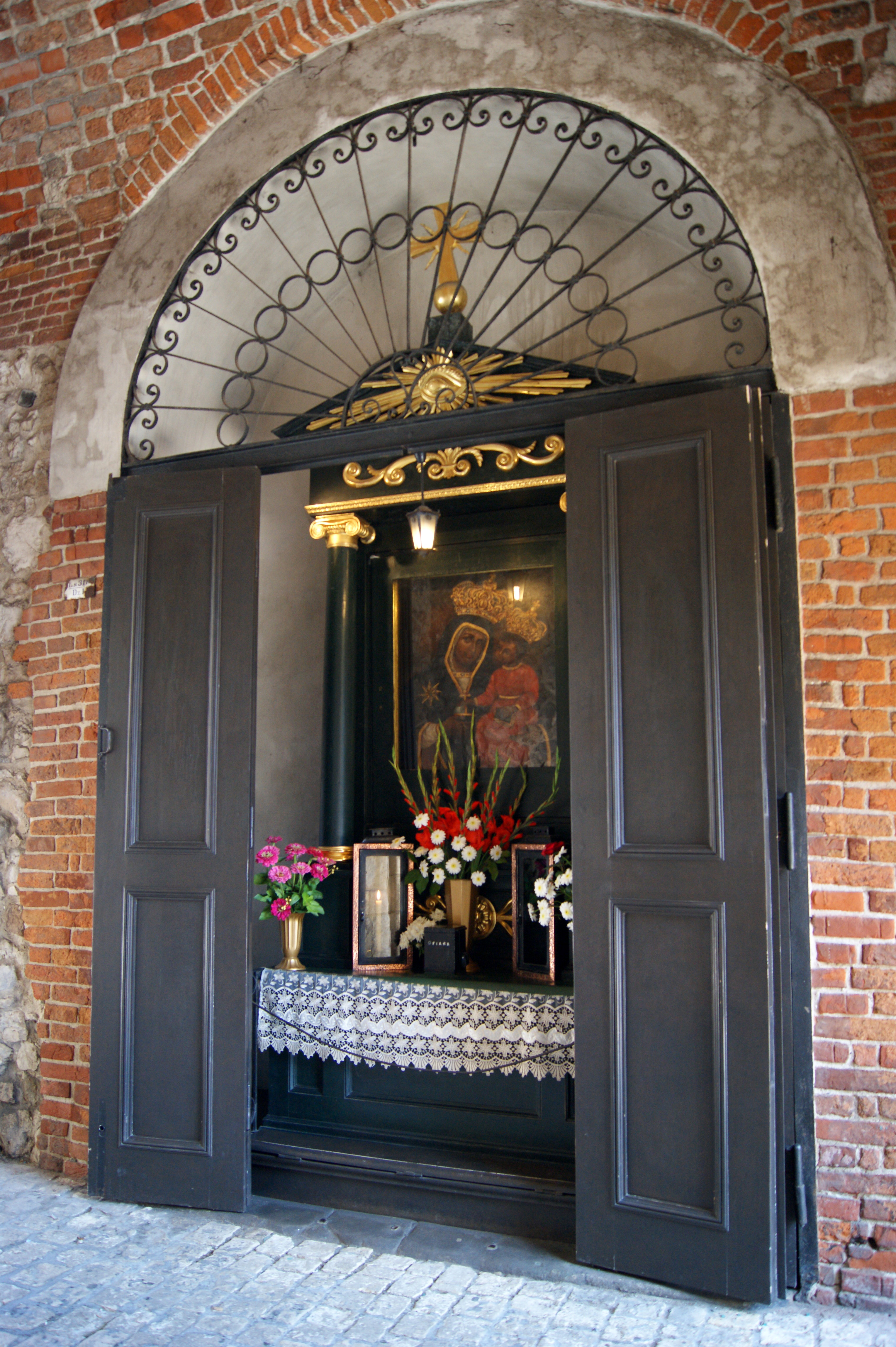
Kápolna a toronyban
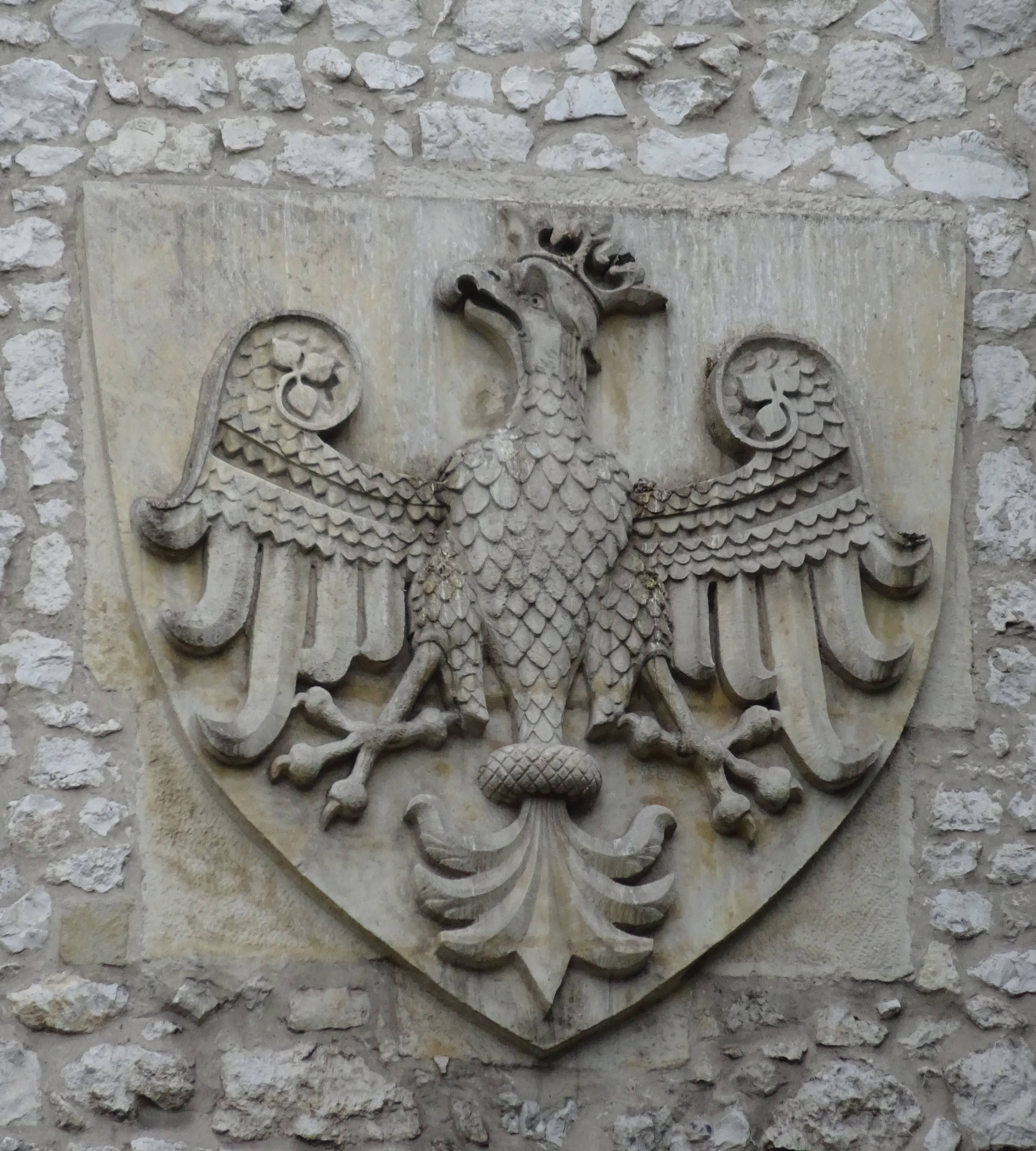
Jan Matejko tervezte Piast-sas
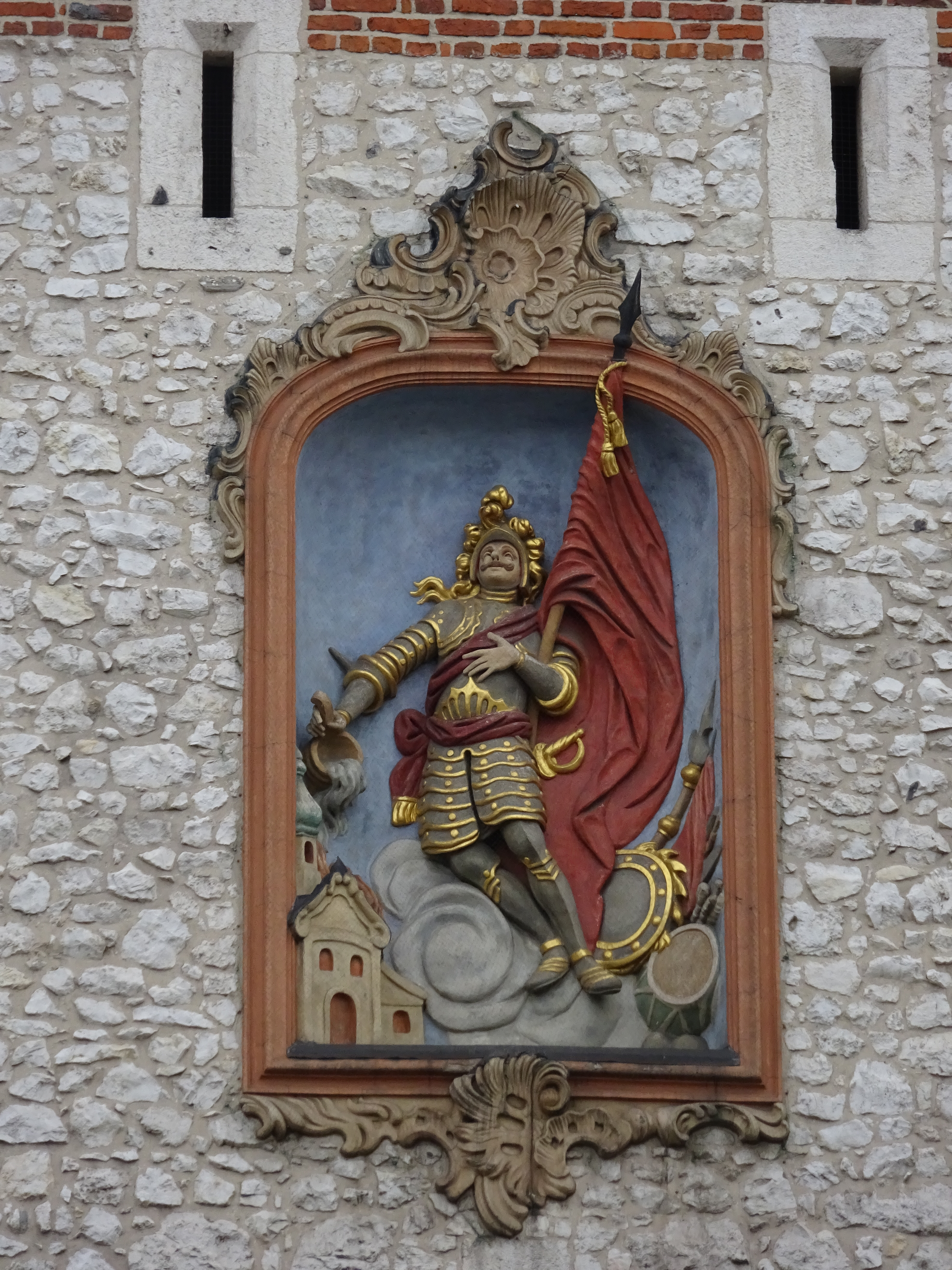
Szent Flórián- relief

## Fordítás
- Ez a szócikk részben vagy egészben a Brama Floriańska w Krakowie című lengyel Wikipédia-szócikk ezen változatának fordításán alapul.  Az eredeti cikk szerkesztőit annak laptörténete sorolja fel. Ez a jelzés csupán a megfogalmazás eredetét és a szerzői jogokat jelzi, nem szolgál a cikkben szereplő információk forrásmegjelöléseként.